# Gymnoscalpellum larvale
Gymnoscalpellum larvale är en kräftdjursart som först beskrevs av Henry Augustus Pilsbry 1907.  Gymnoscalpellum larvale ingår i släktet Gymnoscalpellum och familjen Scalpellidae. Inga underarter finns listade i Catalogue of Life.